# Földrajzi elkülönülés
Szegregáció vagy más néven földrajzi elkülönülés a társadalmi csoportok, etnikumok térbeli elkülönülése. A szegregáció mérésére természetszerűleg használhatók a területi megoszlások eltérését mérő indexek, mint például a Hoover-index.

## A szegregációvizsgálat
A szegregációvizsgálat egy adott terület (legtöbbször egy-egy nagyváros, de elvileg bármely területegység) térfelosztását, kisebb egységekre tagolását feltételezi n darab területegységre, ahol ezek a teljes vizsgált területet átfedés mentesen és teljesen lefedik (például: Budapest és kerületei). Egy-egy index önmagában szinte értelmezhetetlen, ezért használatuknak csak több időpont, különböző területek vagy különböző társadalmi csoportok összehasonlításakor van értelme.
A térbeli szegregáció mérésére elsősorban szociológiai és városföldrajzi területen számos mérőszámot alakítottak ki, hogy egyes jelenségek leírásához magyarázatához és értelmezéséhez közelebb kerülhessünk. Douglas Massey és Nancy Denton tanulmányukban húsz indexet gyűjtöttek össze az amerikai szegregációs kutatásokból, amely alapján kiemelték a szegregáció mérésének és szemléletének öt különböző dimenzióját.
- Az egyenletesség két csoport térbeli eloszlását vizsgálja egy kisebb egységekre osztott területen. A két csoport egyenletesen oszlik el egymáshoz képest, ha az egyes területegységeken azonos arányban vannak jelen, mint a terület egészén. Minél nagyobb a különbség az arányok között, annál egyenlőtlenebb a csoportok területi eloszlása.
- A kitettség a kapcsolatok valószínűségére vonatkozik: mennyire várható, hogy egy csoportba tartozó egyén a saját csoportjába tartozóval találkozik, vagy egy azon kívülállóval? Minél nagyobb a lehetőség arra, hogy az egyén a saját csoportjának tagjával lép kontaktusba , annál nagyobb a csoport izolációja.
- A koncentráció a sűrűség fogalmához áll közel: ha egy bizonyos csoport tagjai kevés területegységen, önmagukhoz képest nagy arányban találhatóak meg, abban az esetben erősen koncentrált a térbeli eloszlásuk. A koncentráció viszont csak a csoport önmagához mért térbeli távolságról ad információt.
- A centralizáció emellett azt is megmutatja, hogy a tér melyik részén helyezkednek el a csoport tagjai. Minél többen élnek a központhoz közelebb, annál nagyobb a csoport centralizációja.

A szegregáció előbb felsorolt négy dimenziója a népesség összetételét, és a sűrűségét írja le, de az egyes területegységek egymáshoz való viszonyáról nem ad információt. 
- A klaszterezettség ad pontos információt arról, hogy elszórtan vagy egymás közvetlen közelében helyezkednek el egy - a területegységet teljesen kitöltő - csoport tagjai.

## Szegregáció a statisztikában
A szegregáció statisztikai értelmezése szerint két társadalmi csoport között akkor nincs szegregáció, ha a két csoport mindegyik területi egységben azonos arányban van jelen. Minden más esetben a két csoport valamilyen mértékű szegregációjával van dolgunk.